# Арефьев, Иван Алексеевич (партийный деятель)
Ива́н Алексе́евич Аре́фьев (26 декабря 1929, Меркуши, Сернурский район, Марийская автономная область, РСФСР, СССР — 12 июля 1997, Йошкар-Ола, Марий Эл, Россия) — марийский советский партийный и административный деятель. Секретарь Президиума Верховного Совета Марийской АССР (1981—1990). Член КПСС с 1953 года.

## Биография
Родился 26 декабря 1929 года в с. Меркуши ныне Сернурского района Марий Эл в крестьянской семье. 
В 1949 году окончил Нартасский сельскохозяйственный техникум Мари-Турекского района Марийской АССР, работал механиком Кугушенской МТС Сернурского района МарАССР.
С 1953 года на партийной работе: инструктор, заведующий отделом Косолаповского райкома КПСС. В 1961 году окончил Казанскую высшую партийную школу. С 1965 года — секретарь Параньгинского райкома, в 1970—1981 годах — первый секретарь Советского райкома КПСС МарАССР.
В 1981—1990 годах — секретарь Президиума Верховного Совета Марийской АССР. В  1971—1990 годах избирался депутатом Верховного Совета МАССР VIII–XI созыва. 
Награждён орденами Октябрьской Революции, Трудового Красного Знамени, медалями и почётными грамотами Президиумов Верховного Совета РСФСР и Марийской АССР (дважды).
Ушёл из жизни 12 июля 1997 года в Йошкар-Оле, похоронен там же.

## Награды
- Орден Октябрьской Революции (1975)[2]
- Орден Трудового Красного Знамени (1971)[2]
- Медаль «За доблестный труд. В ознаменование 100-летия со дня рождения Владимира Ильича Ленина»
- Почётная грамота Президиума Верховного Совета РСФСР (1965)[2]
- Почётная грамота Президиума Верховного Совета Марийской АССР (1979, 1989)[2]